# Dreams in Formaline
Dreams in Formaline es el álbum debut de la banda de Metal industrial/gótico Omega Lithium.  Fue lanzado el 18 de septiembre de 2009. 

## Lista de canciones
| N.º | Título                       | Duración | Traducción           |
| --- | ---------------------------- | -------- | -------------------- |
| 1   | Infest                       | 2:53     | Infestar             |
| 2   | Stigmata (single)            | 3:48     | Estigma              |
| 3   | My Haunted Self              | 3:32     | Mi Yo Embrujada      |
| 4   | Dreams in Formaline          | 3:20     | Sueños en Formalina  |
| 5   | Andromeda                    | 3:29     | Andrómeda            |
| 6   | Nebula                       | 3:58     | Nebulosa             |
| 7   | Snow Red                     | 3:38     | Nieve Roja           |
| 8   | Hollow March                 | 3:22     | Marcha vacía         |
| 9   | Factor: Misery               | 3:31     | Factor: Miseria      |
| 10  | Angel’s Holocaust            | 3:20     | Holocausto del Ángel |
| 11  | Point Blank                  | 3:57     | Punto en Blanco      |
| 12  | Ocean Dream (Bonus Track EU) | 3:23     | Sueño del Océano     |

## Producción
- Producido por Victor Love y Omega Lithium.
- Grabado por Victor Love el los estudios Subsound, Roma.
- Mezclado por Victor Love y Malice Rime en los estudios Subsound, Roma.
- Masterizado por Vincent Sorg en los Estudios Principal, Munster.
- Arte por Seth Siro Anton

- Datos: Q5306726